# 문화발자국
문화발자국이란 개인 또는 무리가 문화 환경에 미치는 영향을 의미한다.

## 정의
문화발자국은 2013년6월 유네스코와 오이시디, 프랑코포니 및 프랑스 정부 부처와 기업 그리고 시민사회의 전문가들로 구성된 단체의 주도로 처음 정의되었다.
문화발자국은 “행위자들이 문화 환경에 남기는, 긍정적, 부정적인 모든 외적 요인들" 을 가리키는데. 그것이 문화의 다양성에 기여하고, 문화의 강도를 높일 때 긍정적인 것으로 간주한다.
2017년 발행된 두 번째 참고 문헌은 “모든 행위자들은 유효한 문화 자원들을 탐구하고 이용해서, 그것을 활성화 할 수 있는 가능성이 있다. 동시에" 이러한 창조적인 분위기 속에서, 그 문화 자원에 대해 “긍정적인 기여를 해야 할 책임이 있다" 라고 밝히고 있다. 이는 개인이나 무리가 “스스로를 엄격하게 규제하고, 그들의 독창성을 기반으로 문화적으로 참여하고 투자" 하는 것을 의미한다.

## 참가자
질 앙드리에(Gilles Andrier), 로익 아르망(Loïc Armand), 프란세스코 반다린(Francesco Bandarin), 제롬 베디에(Jérôme Bédier), 프랑소아즈 베나무(Françoise Benhamou), 후아드 벤제디크(Fouad Benseddik), 질 보에츠(Gilles Boëtsch), 도미닉 부르그(Dominique Bourg), 제롬 구아뎅(Jérôme Gouadain), 마리아 그라바리-바르바스(Maria Gravari-Barbas), 마크-앙뚜안 자메(Marc-Antoine Jamet), 프랑소아 줄리앙(François Jullien), 파스칼 라미, 자크 레비(Jacques Lévy), 질 리포베츠키(Gilles Lipovetsky), 프랑소아즈 몬테네(Françoise Montenay), 쟝 뮤지텔리(Jean Musitelli), 파트릭 오킨(Patrick O'Quin), 필립 도르나도(Philippe d'Ornano), 도미닉 페로(Dominique Perrault), 마리엘렌 플랜포세(Marie-Hélène Plainfossé), 니콜 후베(Nicole Rouvet) 등이 참여한 “화장품 분야의 문화발자국” 은 경제가 기여할 수 있는 문화 환경의 몇 가지 측면을 제안한다: 학습, 건축, 예술, 색상, 윤리, 상상, 유산, 쾌락, 생활기술, 특이성, 등.

## 같이 보기
- 문화 다양성
- 퍼플경제
- 지속 가능한 발전